# گریلینگ (میشیگان)
گریلینگ، میشیگان (به انگلیسی: Grayling, Michigan) یک شهر در ایالات متحده آمریکا با جمعیت ۱٬۸۸۴ نفر است که در میشیگان واقع شده‌است.

## موقعیت جغرافیایی
موقعیت جغرافیایی شهرها و مناطق اطراف به شرح زیر است: